# Richard Barmé

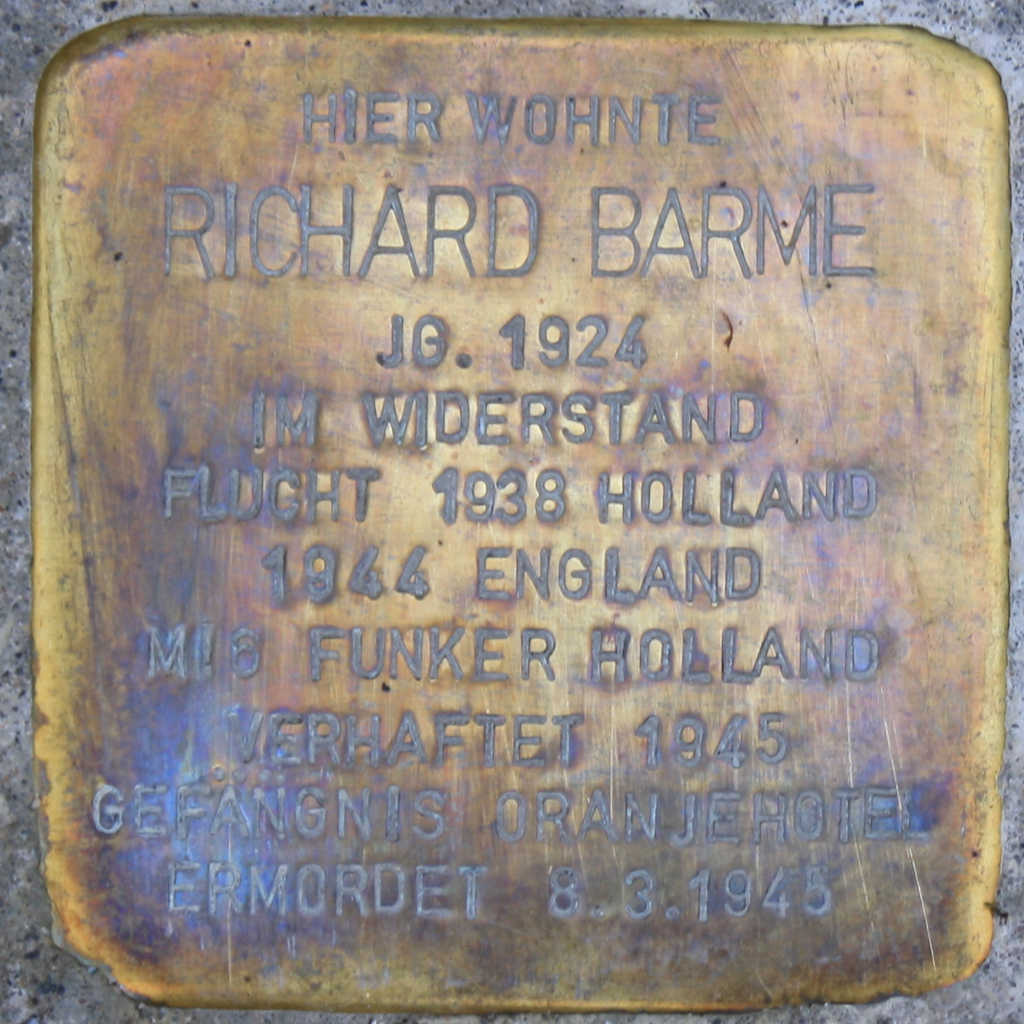
Stolperstein voor Richard Barmé in Wuppertal

Richard Barmé (Küllenhahn, 3 oktober 1924 - Waalsdorpervlakte, 8 maart 1945) was een Duitse Engelandvaarder.
De joodse ouders van Richard en zijn zusje Rita waren in 1937 naar Nederland gevlucht en Richard volgde hen in 1938. Het gezin woonde aan de Nassaulaan 4 in Baarn. Volgens de naziwetten waren zij stateloos geworden. Toen de Tweede Wereldoorlog uitbrak zat de 15-jarige Richard op het Baarnsch Lyceum.

## Engelandvaart
Barmé verliet Nederland in juli 1942 om via Frankrijk naar Zwitserland te gaan, dan door te reizen naar Engeland en zich daar bij de strijdkrachten te melden.
Met een kolentrein bereikte hij Zwitserland maar werd door de autoriteiten geïnterneerd en in werkkamp Les Verrières geplaatst, waar hij bevriend raakte met Jan Buyser en Guus Born. Twee maanden later mocht hij naar het Prinses Beatrix Lyceum in Glion om zijn school af te maken. Toen hij zijn eindexamen had behaald werd hij in het werkkamp teruggeplaatst.
Met Buyser en Born verliet hij Zwitserland in oktober 1943. Te voet staken ze de Pyreneeën over en bereikten Gibraltar. Op 16 maart 1944 kwamen ze in Engeland aan. Hij meldde zich aan bij Bureau Bijzondere Opdrachten, kreeg een opleiding tot geheim agent en marconist, en werd in de nacht van 1/2 november 1944 bij Benthuizen geparachuteerd. Buyser kwam bij de mariniers en overleefde de oorlog, Born sneuvelde in Nederlands-Indië.

## Geheim agent
Barmé zat enige tijd ondergedoken bij de moeder van Carla Hoefs in Rotterdam. Hij was lid van Knokploeg-Rotterdam en gebruikte de schuilnaam Edo. Op 2 februari 1945 werd hij in Hillegersberg door de Duitsers gepeild en gearresteerd. Hij werd overgebracht naar het Oranjehotel in Scheveningen, waar hij uitgebreid verhoord werd. Hij sloeg niet door, zodat zijn zender niet door de Duitsers gebruikt kon worden voor valse boodschappen naar Engeland.

### Gefusilleerd
Na de aanslag op Rauter werden als represaille 263 verzetsstrijders gefusilleerd, onder wie Richard Barmé, op de Waalsdorpervlakte in Den Haag/Scheveningen. Zijn stoffelijke resten werden begraven op begraafplaats Eik en Duinen in Den Haag. Toen het erehof op Eik en Duinen werd gesloten, in 1965, is zijn graf overgebracht naar het Ereveld Loenen. Zijn ouders overleefden de oorlog. Rita werd als begeleidster van een groepje Nederlandse joden aan de Frans-Zwitserse grens verraden, gearresteerd en in Auschwitz in 1942 vermoord.

## Onderscheiden
- Kruis van Verdienste, 2 mei 1953
- Bronzen Leeuw, 2 mei 1953[6]
- Oorlogsherinneringskruis
- King's Commendation for Brave Conduct

Op 8 maart 1995, 50 jaar na de fusillade, presenteerde Eddy de Roever zijn boek "Richard Barmé, het korte leven van een scholier, Engelandvaarder, geheim agent en represaille slachtoffer". Het eerste exemplaar werd aangeboden aan Richards moeder.

## Monumenten
De naam van Richard Barmé staat vermeld op de Erelijst van gevallenen 1940-1945. Op 24 november 2015 werden voor Rita en Richard Barmé twee stolpersteine geplaatst voor hun ouderlijk huis aan het adres Zur Kaisereiche 101, voorheen Obere Rutenbeck 16, in Wuppertal Duitsland. De namen van Rita en Richard Barmé staan vermeld op het vrijheidsmonument aan het Stationsplein in Baarn.